# 13131 Palmyra
A 13131 Palmyra (ideiglenes jelöléssel (13131) 1994 PL32) a Naprendszer kisbolygóövében található aszteroida. Eric Walter Elst fedezte fel 1994. augusztus 12-én.